# سانتا فه (شهرستان میامی ایالت ایندیانا)
سانتا فه (به انگلیسی: Santa Fe) یک منطقهٔ مسکونی در ایالات متحده آمریکا است که در شهرستان میامی، ایندیانا واقع شده‌است. سانتا فه ۲۴۰ متر بالاتر از سطح دریا واقع شده‌است.